# Gurami drobnołuski
Gurami drobnołuski, gurami księżycowy, (Trichopodus microlepis) – gatunek ryby z rodziny guramiowatych. Jest to gatunek hodowany w akwariach.

## Występowanie
Gurami drobnołuski żyje w wodach Singapuru, Kambodży, Malezji oraz Tajlandii.

## Pożywienie
Gurami drobnołuski żywi się każdym rodzajem pokarmu.

## Warunki hodowlane
Gurami drobnołuski najlepiej się czuje w głębokim akwarium, gęsto zarośniętym roślinami oraz z wolną przestrzenią do pływania. Akwarium powinno być przykryte pokrywą oraz posiadać pływające rośliny. Delikatne rośliny będą wplecione i zniszczone podczas budowy gniazda. Woda nie powinna być zbyt alkaliczna oraz twarda. Temperatura wody powinna wynosić ok. 27,5 °C.